# Liste des édifices labellisés « Patrimoine du XXe siècle » de Saône-et-Loire

La liste des édifices labellisés « Patrimoine du xxe siècle » de Saône-et-Loire recense les édifices ayant reçu le label « Patrimoine du xxe siècle » dans la Saône-et-Loire en France. En 2017, ils sont au nombre de trente dans le département.

## Liste
| Monument                                            | Commune                          | Adresse                            | Coordonnées                      | Notice         | Protection              | Date | Illustration                                        |
| --------------------------------------------------- | -------------------------------- | ---------------------------------- | -------------------------------- | -------------- | ----------------------- | ---- | --------------------------------------------------- |
| Boucherie Saint-Louis                               | Autun                            | 29 rue Guérin                      | 46° 57′ 10″ nord, 4° 18′ 02″ est | « PA00135231 » | Inscrit MH (1995)       |      | Boucherie Saint-Louis                               |
| Boucherie Varmenot                                  | Autun                            | 4 rue Guérin                       | 46° 57′ 07″ nord, 4° 18′ 01″ est | « PA00135232 » | Inscrit MH (1995)       |      | Boucherie Varmenot                                  |
| Café de la Bourse                                   | Autun                            | 18 avenue Charles-de-Gaulle        | 46° 57′ 08″ nord, 4° 17′ 49″ est | « PA00135233 » | Inscrit MH (1996)       |      | Café de la Bourse                                   |
| Charcuterie                                         | Autun                            | 1 grande rue Marchaux              | 46° 57′ 13″ nord, 4° 18′ 03″ est | « PA00135234 » | Inscrit MH (1995)       |      | Charcuterie                                         |
| Monument aux morts                                  | Autun                            | Place du Champ de Mars             | 46° 56′ 59″ nord, 4° 17′ 57″ est | « PA71000078 » | Inscrit MH (2016)       | 2016 | Monument aux morts                                  |
| Atelier de stuc Benoît                              | Chalon-sur-Saône                 | rue de Traves                      | 46° 47′ 00″ nord, 4° 51′ 46″ est | « PA71000055 » | Inscrit MH (2011)       | 2011 | Atelier de stuc Benoît                              |
| Chapelle de la Colombière                           | Chalon-sur-Saône                 | 72 rue d'Autun                     | 46° 47′ 02″ nord, 4° 50′ 57″ est | « PA00132968 » | Inscrit MH (1996)       |      | Chapelle de la Colombière                           |
| Espace des Arts et Maison des Sports                | Chalon-sur-Saône                 | 5bis avenue Nicéphore Niépce       | 46° 46′ 45″ nord, 4° 50′ 56″ est | « PA71000064 » | Inscrit MH (2013)       | 2013 | Espace des Arts et Maison des Sports                |
| Monument aux morts                                  | Chalon-sur-Saône                 | Esplanade de la Légion d'Honneur   | 46° 46′ 45″ nord, 4° 51′ 10″ est | « PA71000079 » | Inscrit MH (2016)       | 2016 | Monument aux morts                                  |
| Lycée Nicéphore-Niépce                              | Chalon-sur-Saône                 | 141 avenue Boucicaut               | 46° 47′ 19″ nord, 4° 50′ 07″ est | « PA71000058 » | Inscrit MH (2012)       | 2012 | Lycée Nicéphore-Niépce                              |
| Château de Corcelles                                | Charolles                        |                                    | 46° 27′ 14″ nord, 4° 16′ 54″ est | « PA71000040 » | Inscrit MH (1976, 2005) |      | Château de Corcelles                                |
| Briqueterie des Touillards-Vairet-Baudot            | Ciry-le-Noble                    | R.D. 974                           | 46° 35′ 58″ nord, 4° 17′ 24″ est | « PA71000049 » | Inscrit MH (2008)       | 2008 | Briqueterie des Touillards-Vairet-Baudot            |
| Monument aux morts                                  | Cuisery                          | place d'Armes                      | 46° 33′ 32″ nord, 5° 00′ 00″ est | « PA71000080 » | Inscrit MH (2016)       | 2016 | Monument aux morts                                  |
| Château de Bresse-et-Castille                       | Damerey                          | Impasse du Sentier                 | 46° 50′ 04″ nord, 4° 59′ 29″ est | « PA71000086 » | Inscrit MH (2017)       | 2017 | Image manquante Téléverser                          |
| Église Sainte-Bernadette                            | Digoin                           | Place du Maréchal Leclerc          | 46° 29′ 28″ nord, 3° 59′ 49″ est | « ACR0000236 » |                         | 2005 | Église Sainte-Bernadette                            |
| Salle Jean-Claude Segaud Foyer rural Mille-club     | Dracy-Saint-Loup                 | 1 rue de Lionge                    | 47° 00′ 58″ nord, 4° 19′ 57″ est | « ACR0000237 » |                         | 2015 | Image manquante Téléverser                          |
| Ancienne station de carburant                       | Gueugnon                         | Rue des Potiers                    | 46° 35′ 47″ nord, 4° 03′ 35″ est | « ACR0000238 » |                         | 2015 | Image manquante Téléverser                          |
| Cinq pavillons Fillod                               | Gueugnon                         | Rue de la Paix                     | 46° 36′ 20″ nord, 4° 03′ 33″ est | « PA71000076 » | Inscrit MH (2015)       | 2015 | Cinq pavillons Fillod                               |
| Théâtre municipal de Louhans                        | Louhans                          | 88 Grande-rue                      | 46° 37′ 45″ nord, 5° 13′ 19″ est | « PA71000011 » | Inscrit MH (1996)       |      | Théâtre municipal de Louhans                        |
| Tour des Archives départementales de Saône-et-Loire | Mâcon                            | 1 place des Carmélites             | 46° 18′ 32″ nord, 4° 50′ 06″ est | « ACR0000240 » |                         | 2015 | Tour des Archives départementales de Saône-et-Loire |
| Centre culturel Louis Escande                       | Mâcon                            | 1511 avenue charles-de-Gaulle      | 46° 18′ 57″ nord, 4° 50′ 15″ est | « ACR0000244 » |                         | 2015 | Centre culturel Louis Escande                       |
| Centre nautique Paul-Bert                           | Mâcon                            | rue Pierre de Coubertin            | 46° 18′ 57″ nord, 4° 50′ 26″ est | « ACR0000241 » |                         | 2015 | Centre nautique Paul-Bert                           |
| Immeuble de logements curviligne                    | Mâcon                            | 9-11,13-15, 17-19 rue Mozart       | 46° 18′ 11″ nord, 4° 48′ 57″ est | « ACR0000242 » |                         | 2015 | Immeuble de logements curviligne                    |
| Monument aux morts du Square de la Paix             | Mâcon                            | Square de la Paix                  | 46° 18′ 29″ nord, 4° 49′ 55″ est | « PA71000083 » | Inscrit MH (2016)       | 2016 | Monument aux morts du Square de la Paix             |
| Quartier de Bioux                                   | Mâcon                            | Bioux                              | 46° 18′ 07″ nord, 4° 49′ 04″ est | « ACR0000243 » |                         | 2015 | Quartier de Bioux                                   |
| Carmel de la Paix                                   | Mazille                          | Chaumont                           | 46° 23′ 42″ nord, 4° 36′ 10″ est | « PA71000065 » | Inscrit MH (2013)       | 2013 | Image manquante Téléverser                          |
| Dispensaire de la Croix Rouge                       | Montceau-les-Mines               | 31 rue Jean-Jaurès 2 rue de Chalon | 46° 40′ 24″ nord, 4° 21′ 53″ est | « PA71000061 » | Inscrit MH (2012)       | 2012 | Dispensaire de la Croix Rouge                       |
| Lavoir des Chavannes                                | Montceau-les-Mines Saint-Vallier | 40 quai du Nouveau-Port            | 46° 39′ 37″ nord, 4° 20′ 37″ est | « PA71000013 » | Inscrit MH (2000)       |      | Lavoir des Chavannes                                |
| Maison du syndicat des mineurs                      | Montceau-les-Mines               | 43 rue Jean-Jaurès                 | 46° 40′ 21″ nord, 4° 21′ 50″ est | « PA71000060 » | Inscrit MH (2012)       | 2012 | Maison du syndicat des mineurs                      |
| Monument aux morts                                  | Montceau-les-Mines               |                                    | 46° 40′ 33″ nord, 4° 21′ 50″ est | « PA71000085 » | Inscrit MH (2016)       | 2016 | Monument aux morts                                  |
| Chapelle Saint-Claude-la-Colombière                 | Paray-le-Monial                  | 19 rue Pasteur                     | 46° 37′ 22″ nord, 4° 57′ 40″ est | « PA71000057 » | Inscrit MH (2012)       | 2012 | Chapelle Saint-Claude-la-Colombière                 |
| Groupe scolaire Bellevue                            | Paray-le-Monial                  | 40 rue de Bellevue                 | 46° 26′ 45″ nord, 4° 06′ 29″ est | « ACR0000245 » |                         | 2015 | Groupe scolaire Bellevue                            |

## Source
- [PDF] « Édifices ou ensembles labellisés « Patrimoine du XXe siècle » entre 2000 et 2015 », sur culturecommunication.gouv.fr, 24 février 2017